# Vyšný Klátov
Vyšný Klátov é um município da Eslováquia, situado no distrito de Košice-okolie, na região de Košice. Tem 17,84 km² de área e sua população em 2018 foi estimada em 444 habitantes.

## Demografia
| Ano:        | 1994 | 2004   | 2014    | 2024   |
| ----------- | ---- | ------ | ------- | ------ |
| Broj ljudi: | 371  | 403    | 446     | 487    |
| Razlika:    |      | +8,62% | +10,66% | +9,19% |

| Ano:               | 2023 | 2024   |
| ------------------ | ---- | ------ |
| Número de pessoas: | 480  | 487    |
| Diferença:         |      | +1,45% |